# Jonas Budden

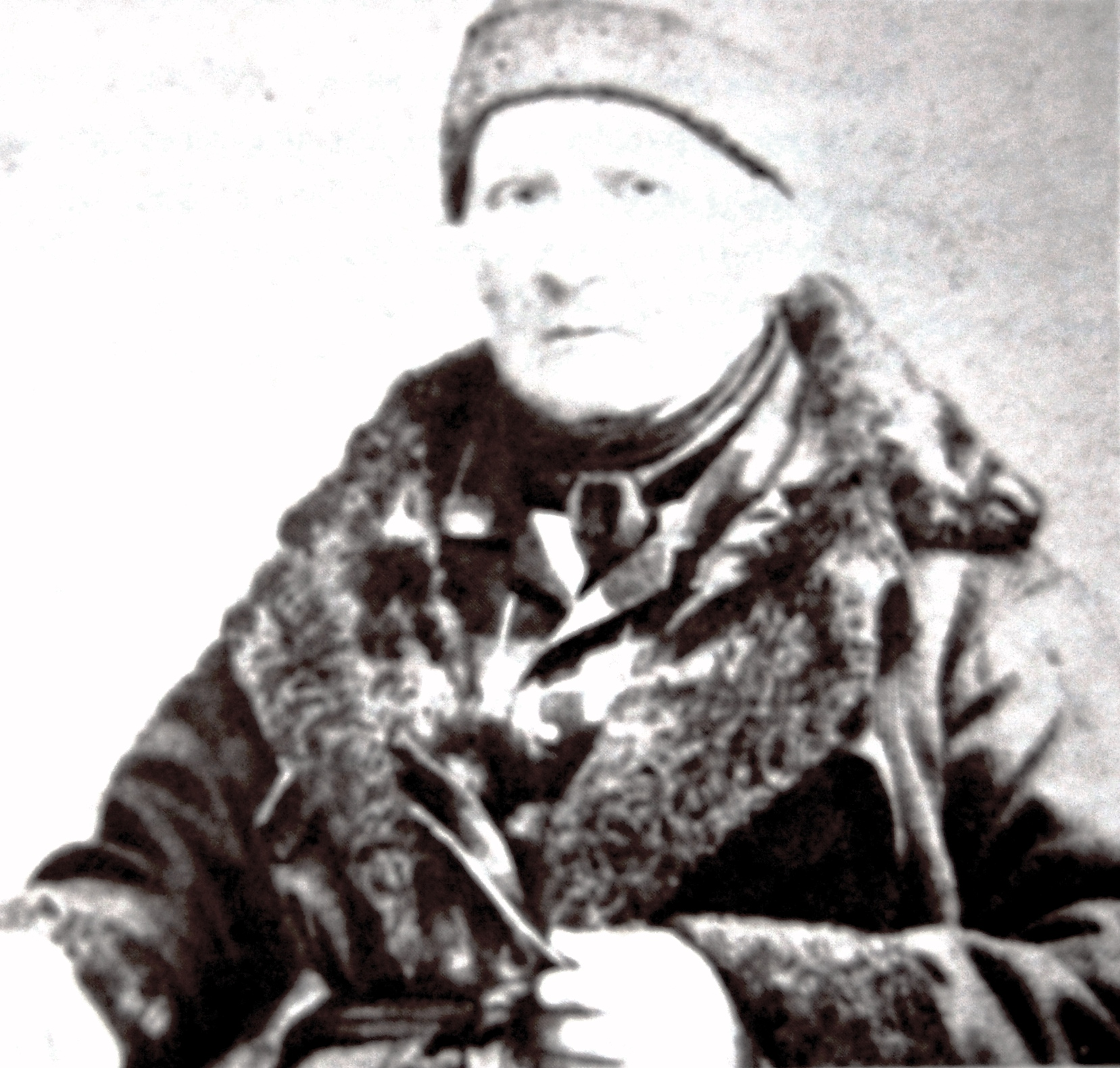
Jonas Budden

Jonas Budden (* 1782; † 1853) war von 1803 bis 1824 Oberschultheiß, und von 1837 bis 1849 Bürgermeister in Offenbach am Main. In seiner Wirkungszeit wurde die Alt- und Neugemeinde von Offenbach vereinigt. Nach ihm ist in Offenbach eine Straße benannt.

## Leben und Wirken
Jonas Budden kam von Selbold nach Offenbach am Main und wurde am 29. April 1803 in das Amt des Offenbacher Oberschultheißen eingesetzt. Offenbach gliederte sich damals in zwei, verwaltungsmäßig unabhängige Gemeinden. Die Altgemeinde innerhalb der Stadtmauern wurde von einem Schultheißen geführt. Die aus überwiegend französischen Glaubensflüchtlingen bestehende Neugemeinde außerhalb der Stadtmauern hingegen von einem Maire vertreten.
Die Amtszeit Buddens als Oberschultheiß wurde durch die napoleonischen Kriege und den Kriegsfolgen geprägt. Nach der Völkerschlacht bei Leipzig 1813 zogen sich die verbliebenen französischen Verbände über Hanau (siehe auch → Schlacht bei Hanau), Offenbach und Frankfurt am Main nach Mainz zurück. Die zurückziehende Armee war dabei ständig in Gefechten mit Verfolgern verwickelt. Offenbachs Fürst Carl von Isenburg floh ins Ausland und erklärte seinen Austritt aus dem Rheinbund. Offenbach wurde Teil des neu gegründeten Generalgouvernement Frankfurt und erlebte die Einquartierung russischer Kosakeneinheiten. 1815 wurde Offenbach kurzzeitig österreichischer Verwaltung unterstellt und musste 60 Tausend Gulden Kriegssteuer abführen. Am 30. Juni 1816 wurde Offenbach schließlich hessisch und das Fürstentum Isenburg aufgelöst. Die Einwohnerzahl war auf unter 6000 Personen gesunken.
Nachdem die Gemeindeordnung von 1821 die Vereinigung beider Offenbacher Gemeinden zu einer Stadtgemeinde vorgeschrieben hatte, übergab Jonas Budden am 1. Januar 1824 die Amtsgeschäfte an den ersten Bürgermeister von Offenbach am Main, Peter Georg d’Orville, welcher bereits im Jahr zuvor gewählt worden war.
Am 19. März 1837 wurde Jonas Budden zum Bürgermeister von Offenbach am Main gewählt. Diese Amtsperiode beendete er 66-jährig am 26. Januar 1849 und übergab an seinen Nachfolger Friedrich August Schäfer.